# Mor Norge

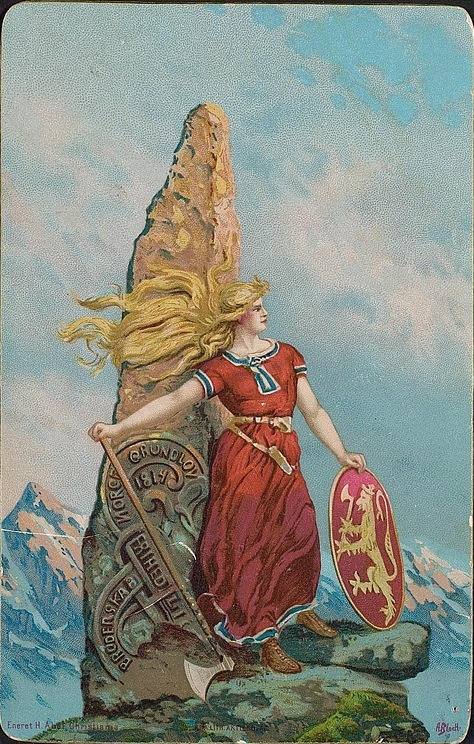
Mor Norge.

Mor Norge o Moder Norge (Madre Noruega) es la personificación nacional de Noruega. Surgió en el siglo XVIII, pero especialmente a partir del siglo XIX fue muy empleado como símbolo del nacionalismo y patriotismo del país. Se escribieron poemas inspirados en Mor Norge, se la representó en el arte e incluso en caricaturas en los periódicos. 
La alegoría representa la naturaleza del pueblo noruego, asimismo se la ve como una madre de jóvenes guerreros vikingos o como una valquiria. Muchos países tienen alegorías similares de figuras femeninas como símbolo nacional con el fin de fortalecer el sentimiento nacional y la propia imagen como nación.

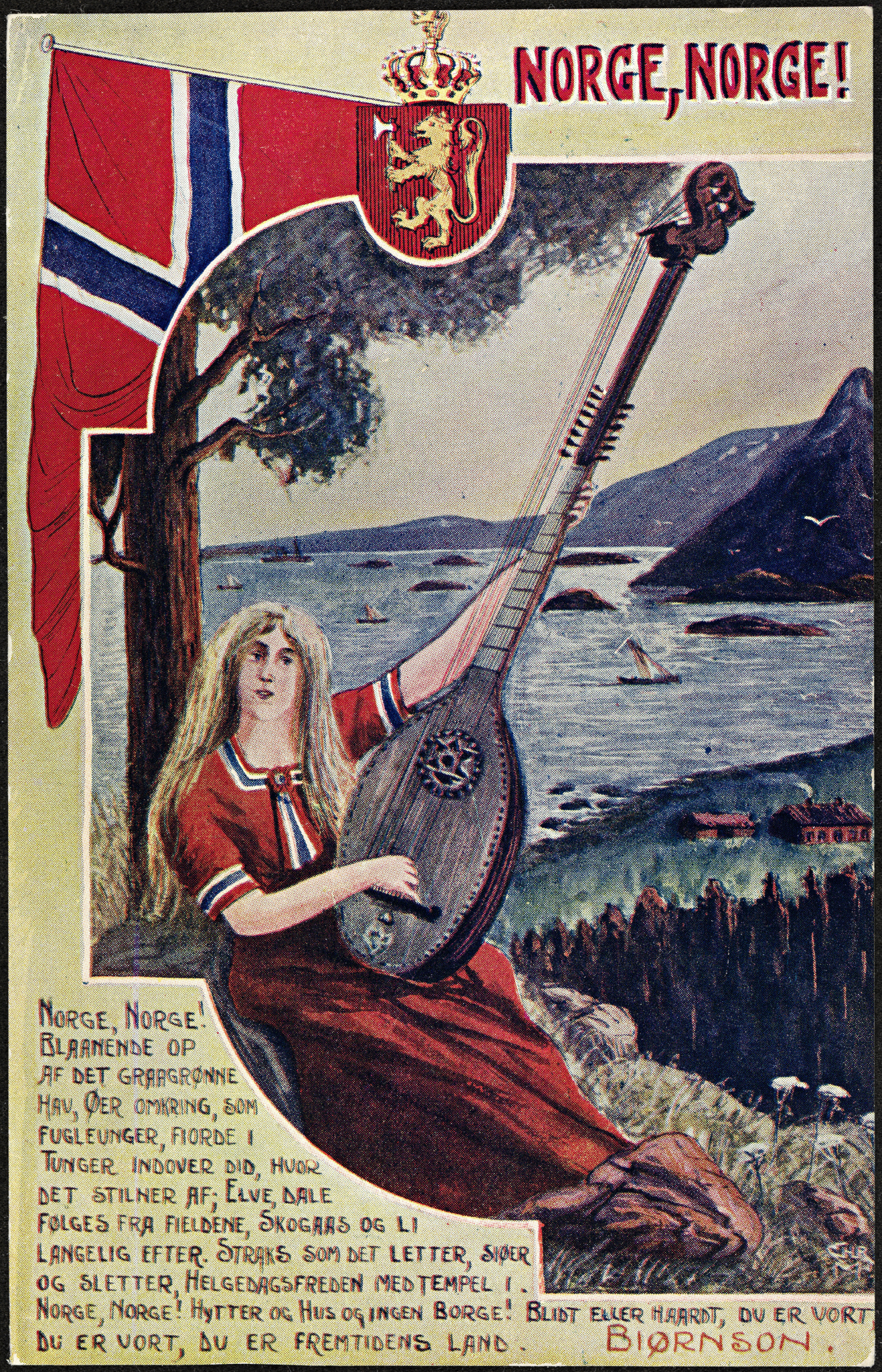
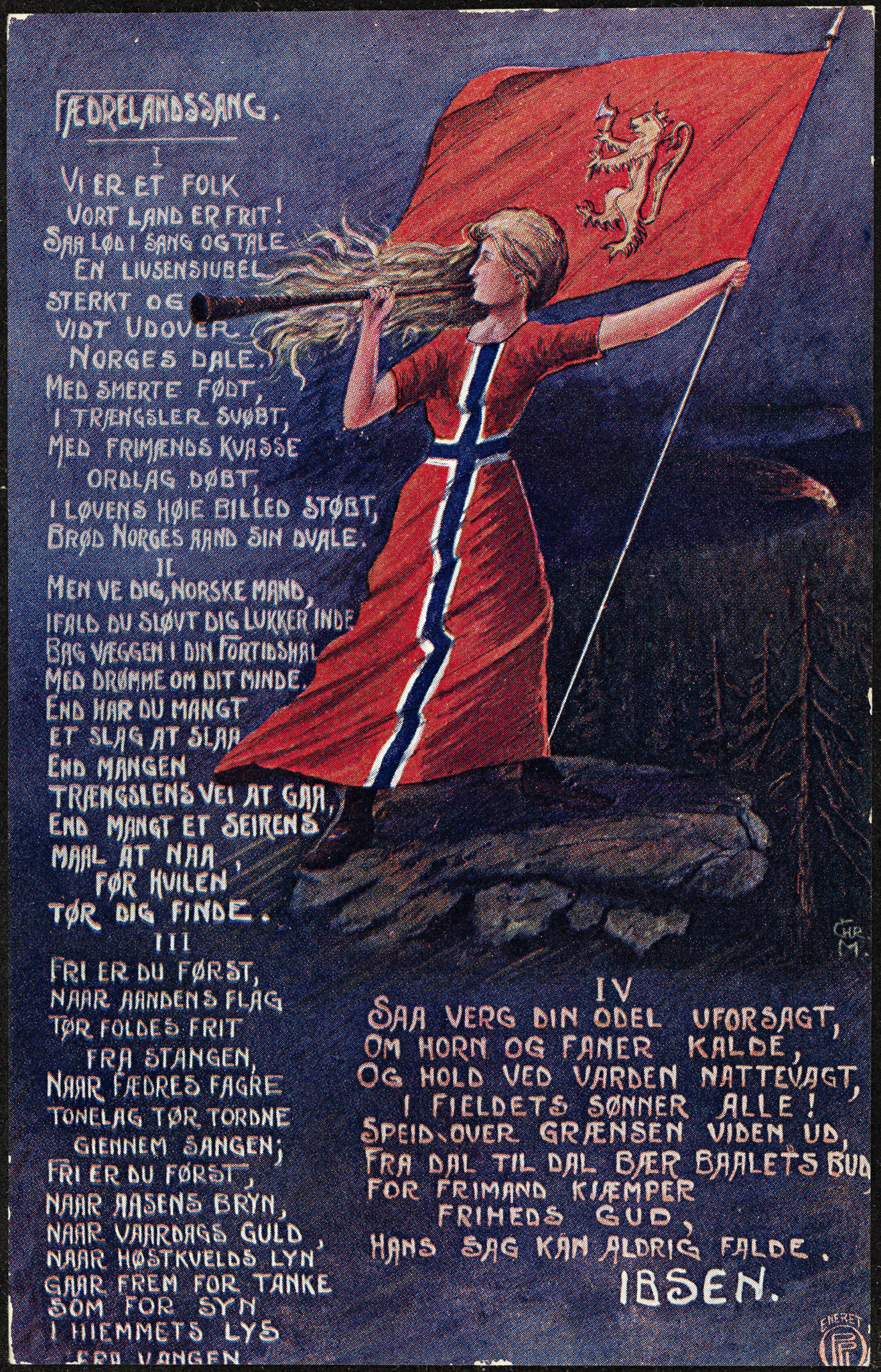
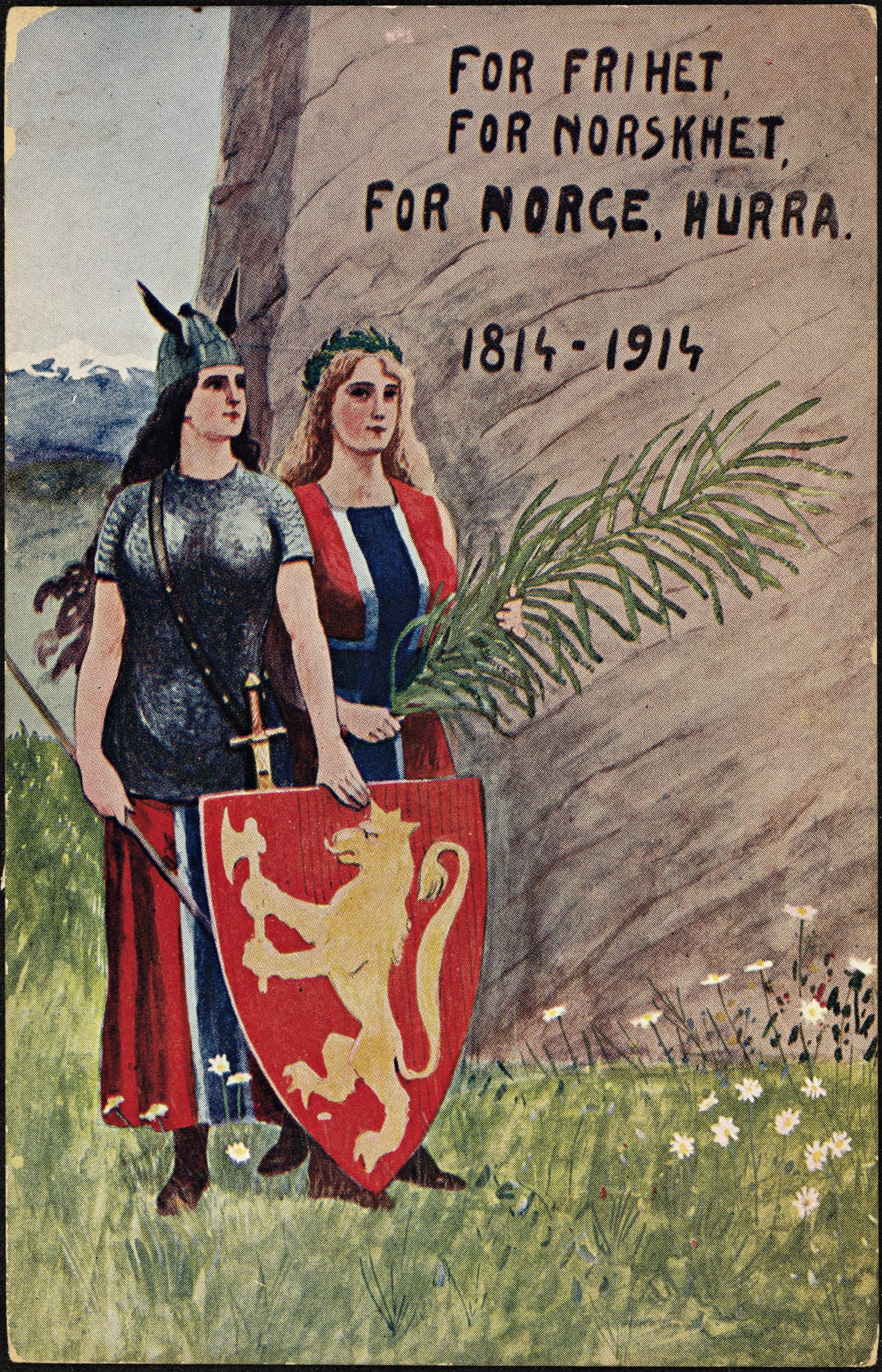
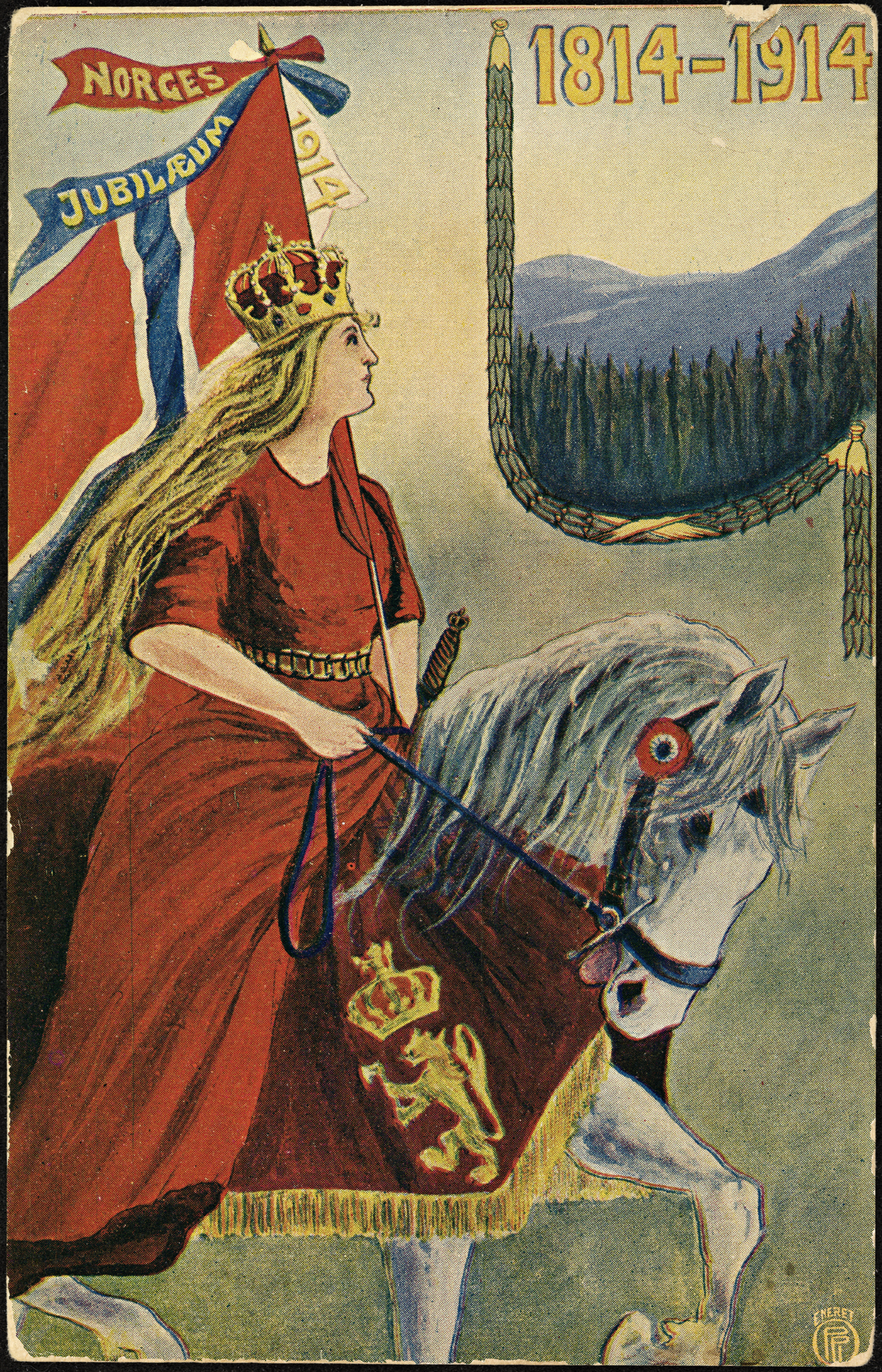
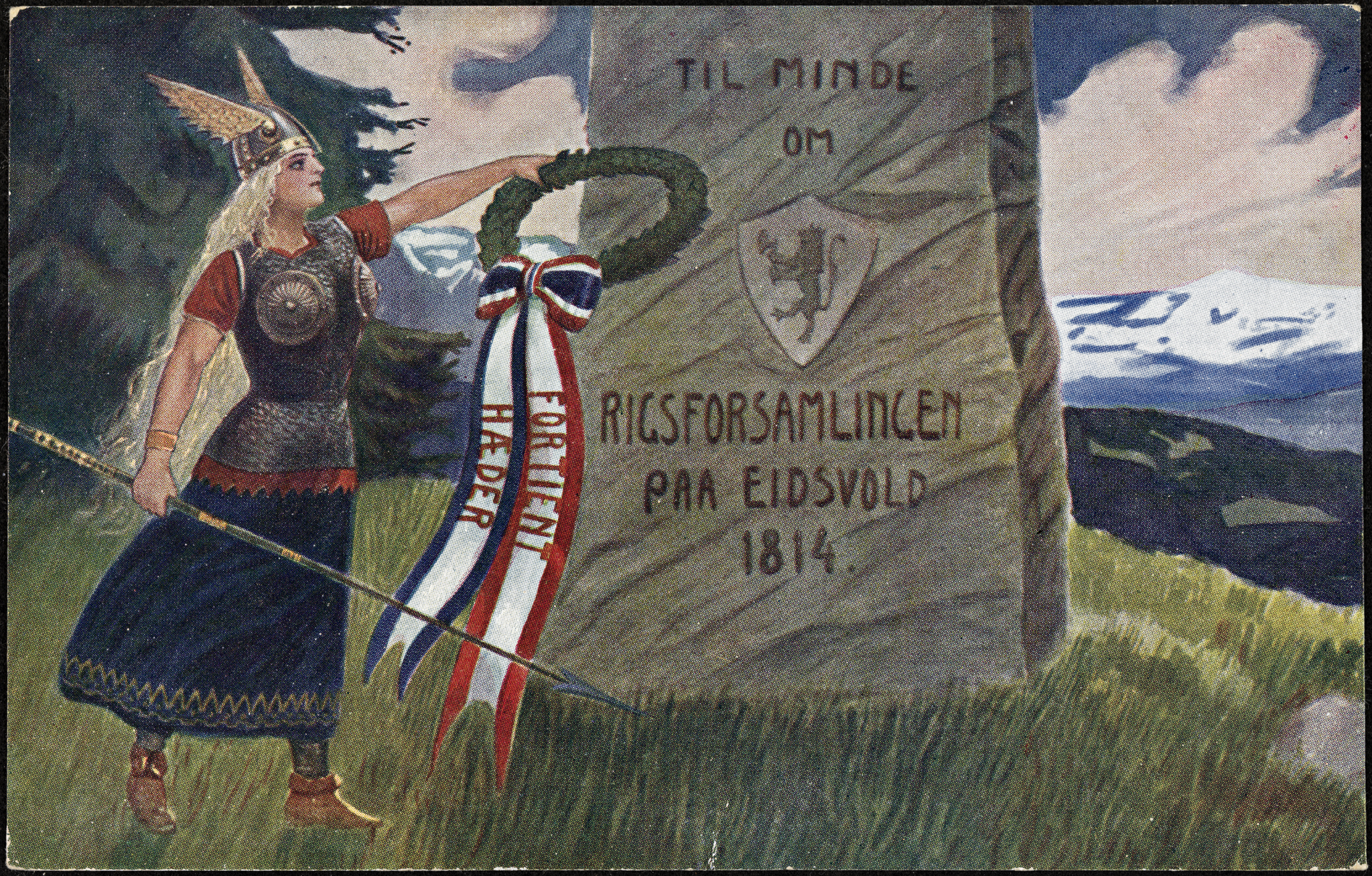
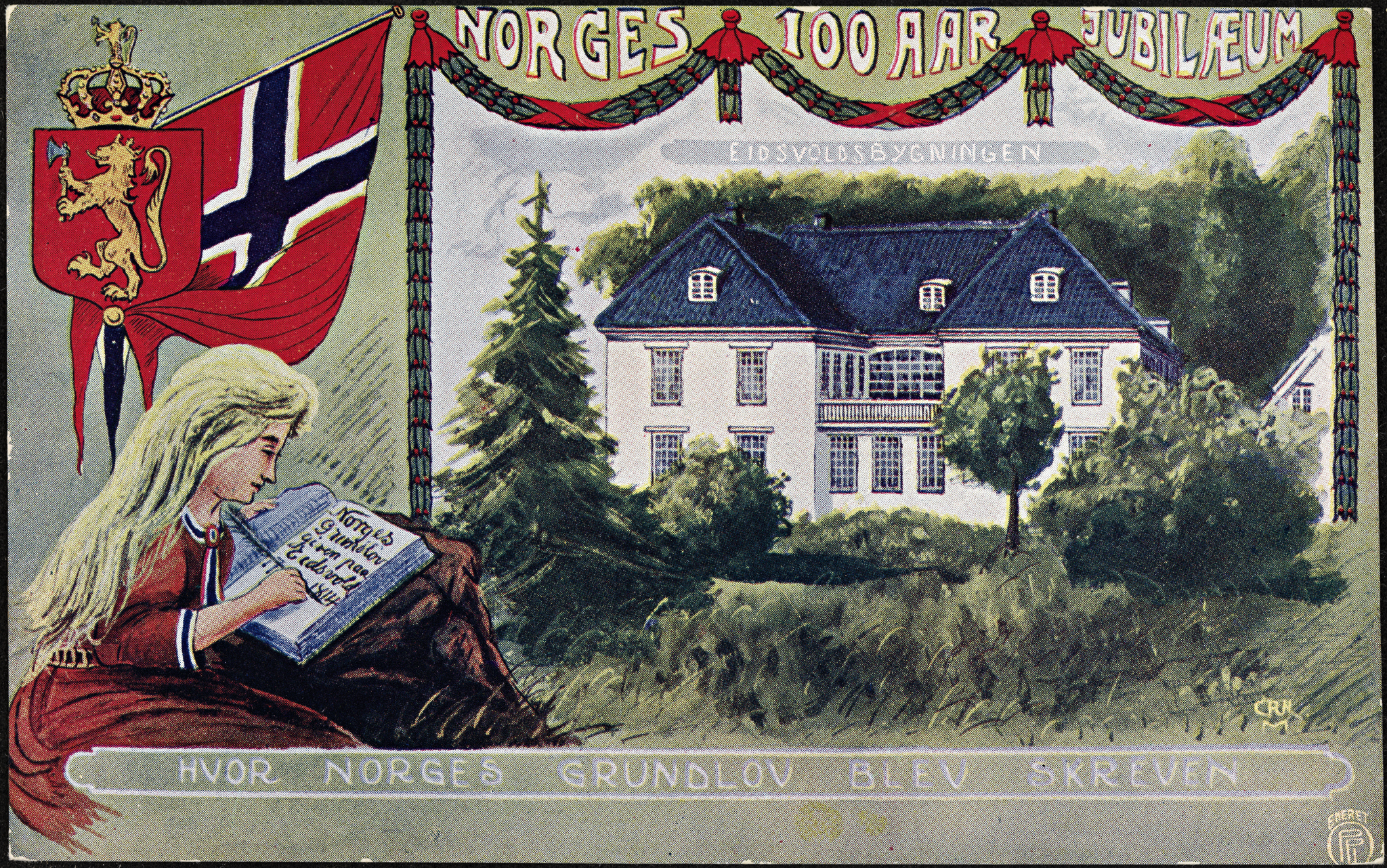
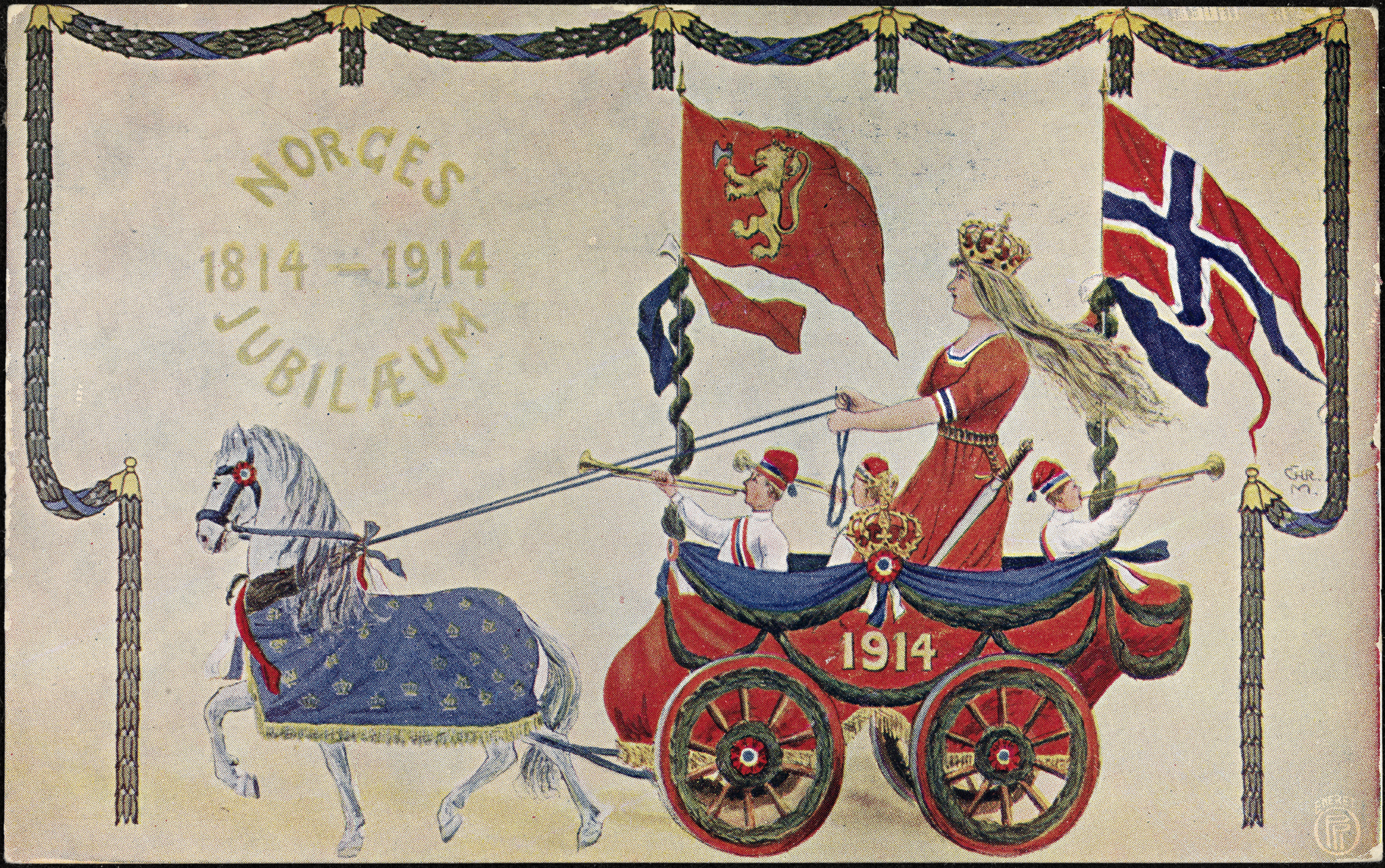
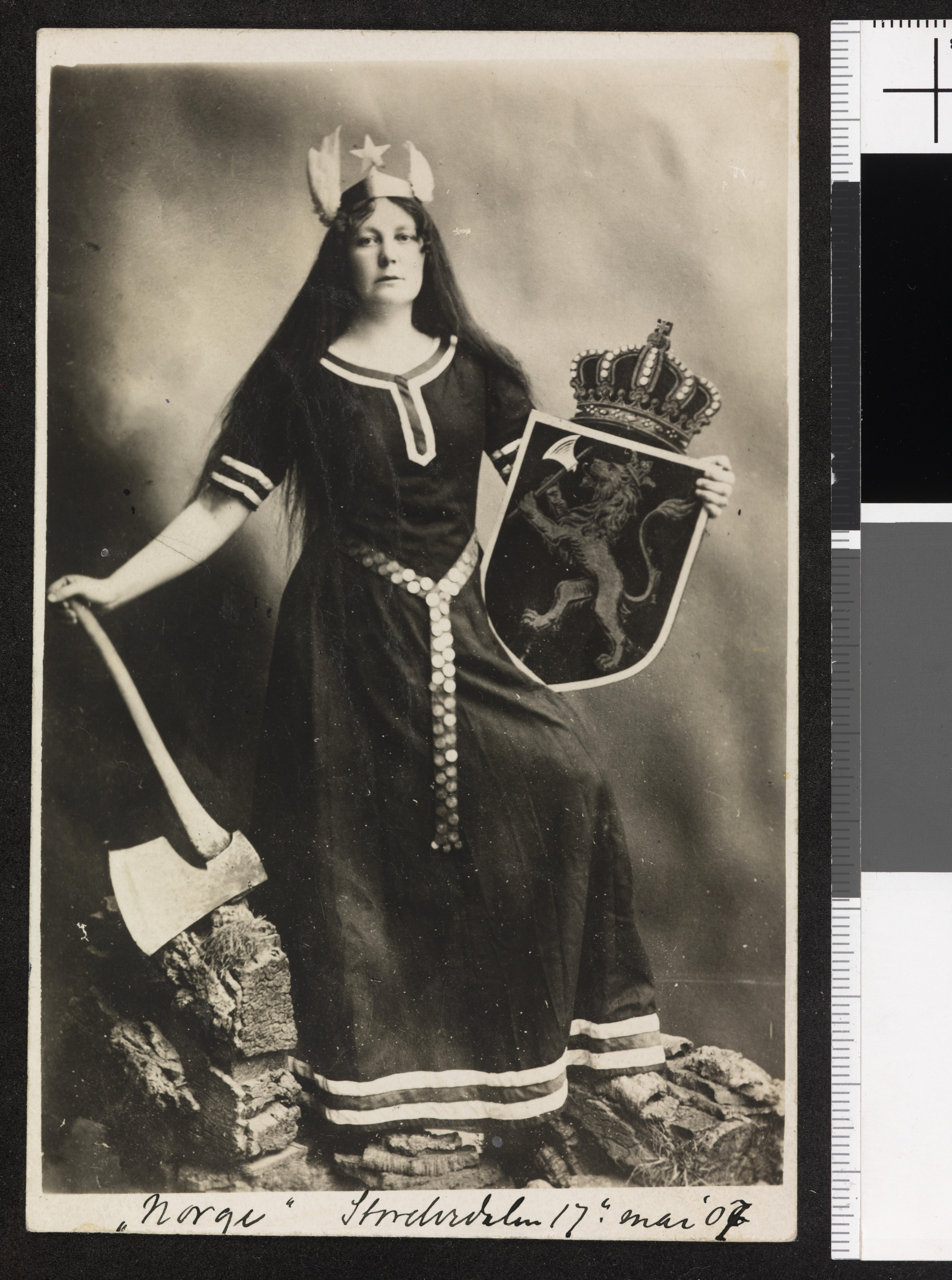
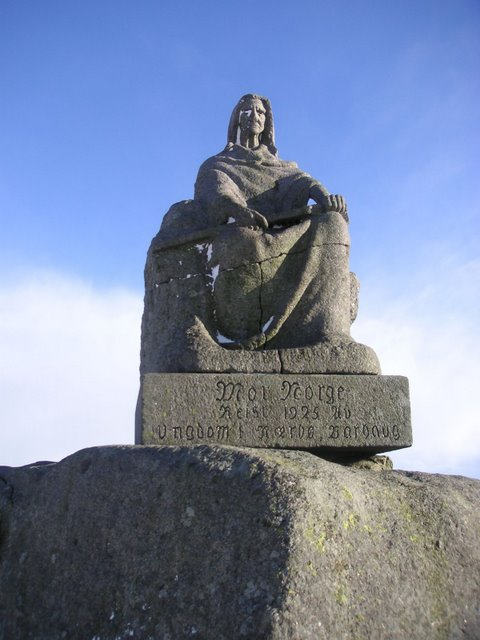

- Datos: Q11989927